# Kanton Plaisir
Kanton Plaisir (fr. Canton de Plaisir) je francouzský kanton v departementu Yvelines v regionu Île-de-France. Skládá se ze tří obcí.

## Obce kantonu
- Les Clayes-sous-Bois
- Plaisir
- Thiverval-Grignon